# Pier Giorgio Perotto

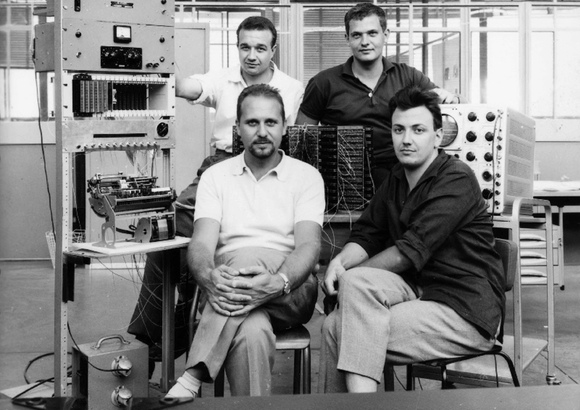
P. G. Perotto (vorne links)
mit dem Programma-101-Team

Pier Giorgio Perotto (* 24. Dezember 1930 in Turin; † 23. Januar 2002 in Genua) war ein italienischer Elektroingenieur.

## Leben und Wirken
Perotto wurde in Turin geboren. Die Familie stammte aus Cavaglià. Im Jahr 1952 absolvierte er ein Studium der Elektrotechnik am Politecnico di Torino, der Technischen Hochschule von Turin, wo er im Folgejahr einen Abschluss in Luftfahrttechnik machte. Er arbeitete in der Aerodynamikforschung und im Alter von 27 Jahren erhielt er eine Lehrbefähigung in Mechanik.

### Olivetti „Programma 101“

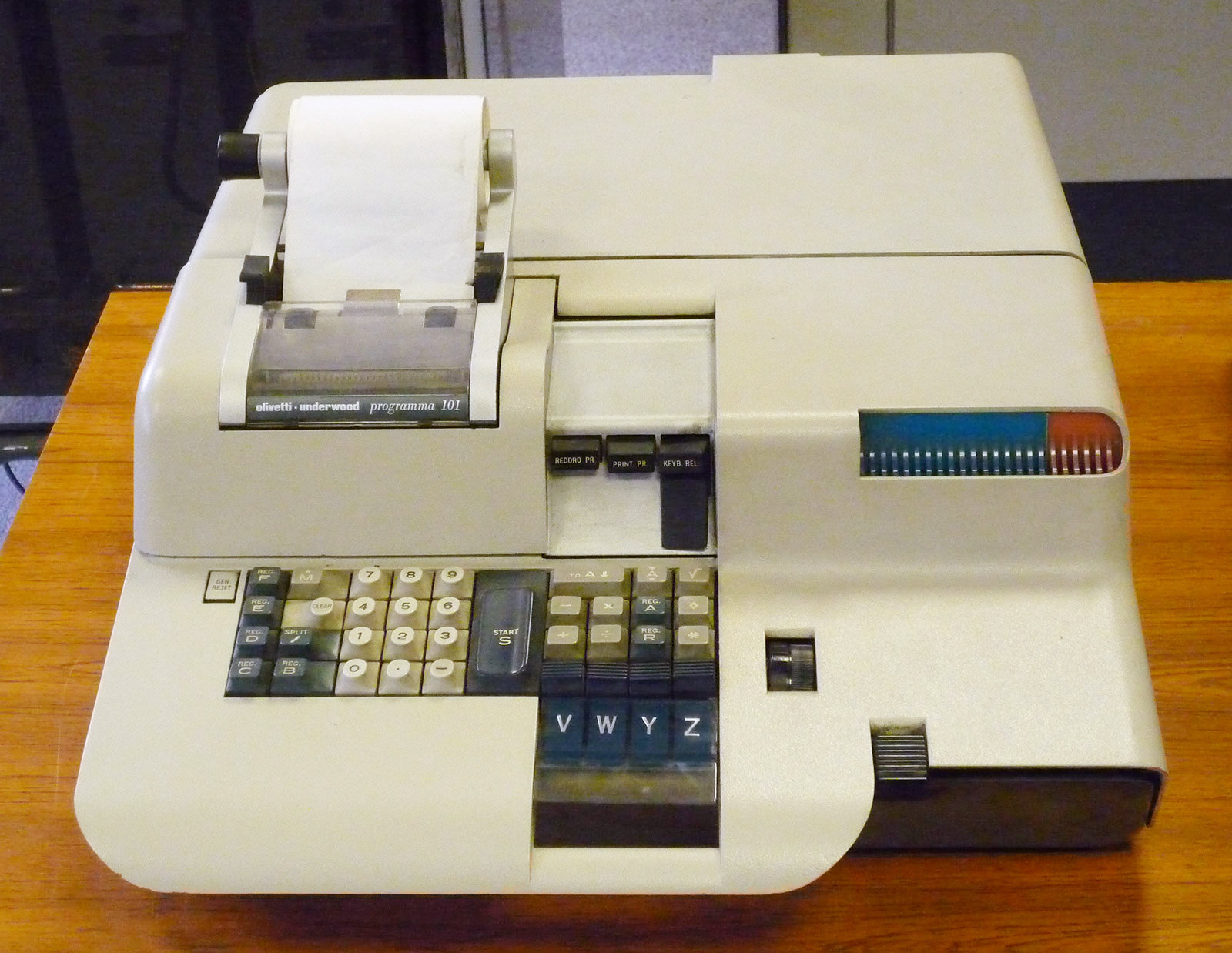
Vorderansicht der Programma 101, im The National Museum of Computing, Bletchley Park

Er wurde insbesondere für die Entwicklung des programmierbaren Rechners Olivetti „Programma 101“ (P 101, auch „La Perottina“ genannt) bekannt, der als einer der ersten Personal Computer gilt. Der „Programma 101“ wurde erstmals 1965 in der Ausstellung des BEMA (Ausstellung von Maschinen für Büroautomation) in New York präsentiert. Er war der erste Typ eines Personal Computers, der an die Bedürfnisse eines Unternehmens und die Arbeit in einem Büro angepasst war. Das Gerät in der Größe eines Tischrechners (Rechenmaschine), wurde 1965 von Olivetti zum Verkauf angeboten und in einer Stückzahl von 44.000 Rechenmaschinen hergestellt. Die NASA kaufte zehn Modelle und verwendete sie, um den Funkverkehr der Apollo 11 zu steuern.
Mit der Olivetti Programma 101 war es erstmals in der Geschichte der EDV möglich, einen „kleinen“ programmierbaren Rechner zu erwerben, auf dem eigene Programme auf Magnetkarten einfach abgespeichert werden konnten. Der Einstiegspreis lag jedoch bei rund 14800,- DM zuzüglich Mehrwertsteuer (umgerechnet etwa 8000,- Euro). Die Kapazität des eingebauten Laufzeitspeichers lag bei rund 240 Byte. Dieser Rechner besaß noch keinen Mikroprozessor, seine CPU war aus Transistoren aufgebaut und arbeitete intern mit 8 Bit in acht 22-stelligen Arbeitsregistern. Diese konnten in zwei 11-stellige Register aufgespalten werden. Auf den Magnetdrahtspeicher konnten die Daten mit einem Magnetkopf seriell aufgespielt werden.
Später hat Perotto, bis zum Aufkommen des IBM Personal Computers, weitere Modelle entwickelt (z. B. Olivetti P6060).
1978 wird er Gründer und Chef der Firma Elea S.p.A. (Olivetti Gruppe).

### Weitere Projekte
Im Laufe seiner Karriere arbeitete Perotto an zahlreichen Projekten, zum Beispiel zu einem optischen Zeichenerkennungssystem, das aus kommerziellen Gründen nicht fertig entwickelt wurde. Ein weiteres innovatives Projekt von Perotto war am Beginn der 1970er Jahre der Olivetti TC 800, ein Terminal mit Verarbeitungsfähigkeit.

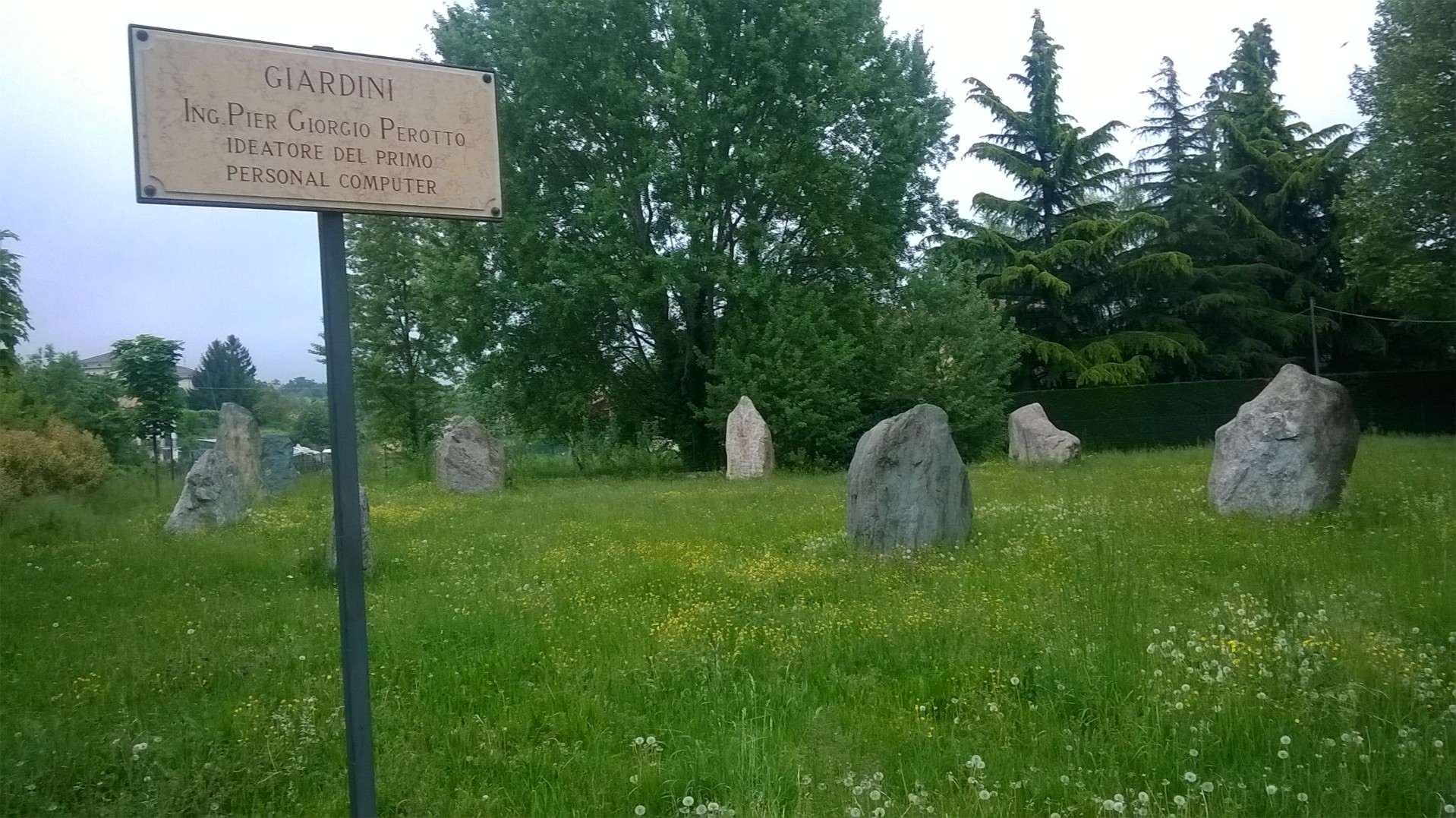
Perotto Garten in Cavaglià

Am 23. Januar 2002 starb Perotto an einer Tumorerkrankung.

## Auszeichnungen und Preise
- 19. November 1982 hat das Osservatorio San Vittore den Asteroid "12222 Perotto" im Asteroidengürtel nach ihm benannt.[14]
- 1991 erhielt Perotto die Auszeichnung „Premio Leonardo da Vinci“ für die Verwirklichung des ersten Personal Computers der Welt und die damit verbundenen technische Lösungen.[15]

## Schriften (Auswahl)
- Sistemi di automazione. Band 1: Servosistemi. UTET, Turin 1970, OCLC 889406170 (italienisch).
- Sistemi di automazione. Band 2: Calcolatori elettronici. UTET, Turin 1974, OCLC 889408489 (italienisch).
- Manager 2000 (= Economia e management. Nr. 30). Sperling & Kupfer, Mailand, 1987, ISBN 88-200-0646-4 (italienisch).
- Darwinismo manageriale. Il nuovo principe e la strategia dell’innovazione. Il Sole 24 Ore Libri, Mailand 1988, OCLC 846923681 (italienisch).
- Changing structures and engineers of the future. In: Sustainable Development. Band 1, Nr. 1, 1993, ISSN 1099-1719, S. 12–24, doi:10.1002/sd.3460010107 (englisch, italienisch: L’origine del futuro. 1990.).
- Il paradosso dell’economia (= La società industriale e postindustriale). FrancoAngeli, Mailand 1993, ISBN 88-204-7851-X (italienisch).
- Cambiare pelle per salvare la pelle. Una nuova strategia basata su scenari, architetture e creatività per il rilancio delle aziende negli anni ’90 (= Skill. Nr. 7). FrancoAngeli, Mailand 1994, ISBN 88-204-8885-X (italienisch).
- Programma 101. L’invenzione del personal computer. Una storia appassionante mai raccontata (= La vita delle imprese). Sperling & Kupfer Editori, Mailand 1995, ISBN 88-200-2111-0 (italienisch).
- Come fare carriera nelle aziende dell’era digitale. Manuale scandaloso di management (= La societa industriale e postindustriale. Sez. 2: Saggi, Nr. 0052). FrancoAngeli, Mailand 2001, ISBN 88-464-2644-4 (italienisch).
- P101. Quando l’Italia inventò il personal computer. Edizioni di comunità, Rom / Ivrea 2015, ISBN 978-88-98220-39-7 (italienisch).